# Carl Axel Magnus Lindman
Carl Axel Magnus Lindman (ur. 6 kwietnia 1856 w Halmstad, zm. 21 czerwca 1928 w Sztokholmie) – szwedzki botanik. Pracował w Naturhistoriska riksmuseet. Został pochowany na Norra begravningsplatsen.

## Życiorys
Studiował na Uniwersytecie w Uppsali i obronił tam pracę magisterską. Jego promotorem był Theodor Magnus Fries.
Odbył liczne podróże badawcze. W 1880 wyruszył na wyprawę botaniczną do północnej Norwegii, a 2 lata później wyruszył do Norwegii południowej. Po rekomendacji swojego promotora, w latach 1884–1885 wyruszył na podróż po Europie zachodniej oraz Afryce północnej. W latach 1892–1894 uzyskał stypendium na badania w Ameryce Południowej. Był liderem tej wyprawy. Przywiózł z niej liczne próbki, fotografie oraz rysunki zbadanych roślin.
Został wykładowcą na Uniwersytecie Sztokholmskim. W latach 1901–1905 pracował na książką Bilder ur Nordens flora zawierającą opisy 540 gatunków roślin.